# Pee Pee Jaca Jacans
Pee Pee Jaca Jacans（ピーピージャカジャカンズ）とは、東海ラジオ放送で放送されていたラジオ番組（1996年10月〜1998年3月）。略称はぴージャカ。中日新聞などの新聞のラジオ欄には『ぴーぴージャカジャカンズ』と表記されていた。
東海ラジオの夜ワイド枠における前番組は『今夜もやっぱりFUNKYパジャマ』、後番組は『ぷるぷるMagicモンスター』。

パーソナリティは基本的に曜日ごとに異なっていた。

## パーソナリティ
月曜
- 佐伯進 （1996年10月〜1997年6月）
- 黒岩唯一 （1997年7月〜1997年9月）
- 薬師寺保栄、加藤ゆみ （1997年10月〜1998年3月）

火曜
- ボビー宇野 （1996年10月〜1997年9月）
- 辻本茂雄、SABOTEN （1997年10月〜1998年3月）

水曜
- Super Mints （1996年10月〜1997年3月）
- ユミ、樋口哲也 （1997年4月〜1997年7月）
- 横山ひとみ、樋口哲也 （1997年8月〜1997年9月）
- ボビー宇野、深谷里奈 （1997年10月〜1998年3月）

木曜
- YOSHIKI、樋口哲也 （1996年10月〜1997年3月）
- 辻本茂雄、タックイン、吉岡ヒロシ （1997年4月〜1997年9月）
- 黒岩唯一、ブッチャー （1997年10月〜1998年3月）

金曜
- 芝田吾朗、久世良輔 （1996年10月〜1997年9月）- 途中から谷川明美もレギュラーに加わる。
- 久世良輔、小林愛子 （1997年10月〜1998年3月）

- ※薬師寺保栄、辻本茂雄、黒岩唯一、SABOTENは後番組『ぷるぷるMagicモンスター』にも引き続き出演。

## 放送時間
- 毎週月曜日〜金曜日 22:00〜23:30 （1996年10月〜1997年3月）
- 毎週月曜日 22:00〜23:30 ／ 毎週火曜日〜金曜日 21:00〜23:30 （1997年4月〜1997年9月）
- 毎週月曜日〜金曜日 21:00〜23:30 （1997年10月〜1998年3月）

## 主なコーナー、内包番組
- 水野美紀 ふたりのアトリエ（文化放送制作、サンギ提供）
- ローソン・ミュージックアクション
- ぴージャカ トーク
- チケットパニック!
- ぴージャカクラブ
- STOP THE SMAP（文化放送制作、おやつカンパニー・主婦の友社提供。提供は東海ラジオ独自のものと思われる）
- ビッグホーンでシンデレラ（1997年9月まで）
- 独占!!Jリーグエキスプレス（ニッポン放送制作、本番組が21:00スタートになった1997年4月から内包番組に）
- YOSHIKIの悩み解決講座 BODY TO SOUL（同じく本番組が21:00スタートになった1997年4月から内包番組に）
- ハロー!ボウリング（月曜、1997年10月当時）
- おかしなバトルトーク（金曜、1997年10月当時）
- 若者よ、大志を抱け!!（木曜、1997年10月から）

## 備考
- 1996年度のナイターオフ期の20:30〜21:30まで『GAMGAMエブリデイ』という番組が放送されていた（パーソナリティは宮地佑紀生、この放送後の1997年4月から東海ラジオの昼の名物番組であった宮地佑紀生の聞いてみや〜ちが始まった）。

| 東海ラジオ放送 月曜 22:00～23:30枠              | 東海ラジオ放送 月曜 22:00～23:30枠            | 東海ラジオ放送 月曜 22:00～23:30枠                  |
| 前番組                                          | 番組名                                        | 次番組                                              |
| ----------------------------------------------- | --------------------------------------------- | --------------------------------------------------- |
| 今夜もやっぱりFUNKYパジャマ                     | Pee Pee Jaca Jacans （1996年10月〜1997年9月） | Pee Pee Jaca Jacans （21:00～23:30に変更）          |
| 東海ラジオ放送 火曜〜金曜 22:00～23:30枠        |                                               |                                                     |
| 今夜もやっぱりFUNKYパジャマ （※21:00～23:30枠） | Pee Pee Jaca Jacans （1996年10月〜1997年3月） | Pee Pee Jaca Jacans （21:00～23:30に変更）          |
| 東海ラジオ放送 月曜 21:00～23:30枠              |                                               |                                                     |
| 別番組 Pee Pee Jaca Jacans （※22:00～23:30枠）  | Pee Pee Jaca Jacans （1997年10月〜1998年3月） | ぷるぷるMagicモンスター （月曜～金曜 21:00～24:00） |
| 東海ラジオ放送 火曜〜金曜 21:00～23:30枠        |                                               |                                                     |
| 別番組 Pee Pee Jaca Jacans （※22:00～23:30枠）  | Pee Pee Jaca Jacans （1997年4月〜1998年3月）  | ぷるぷるMagicモンスター （月曜～金曜 21:00～24:00） |